# スコート

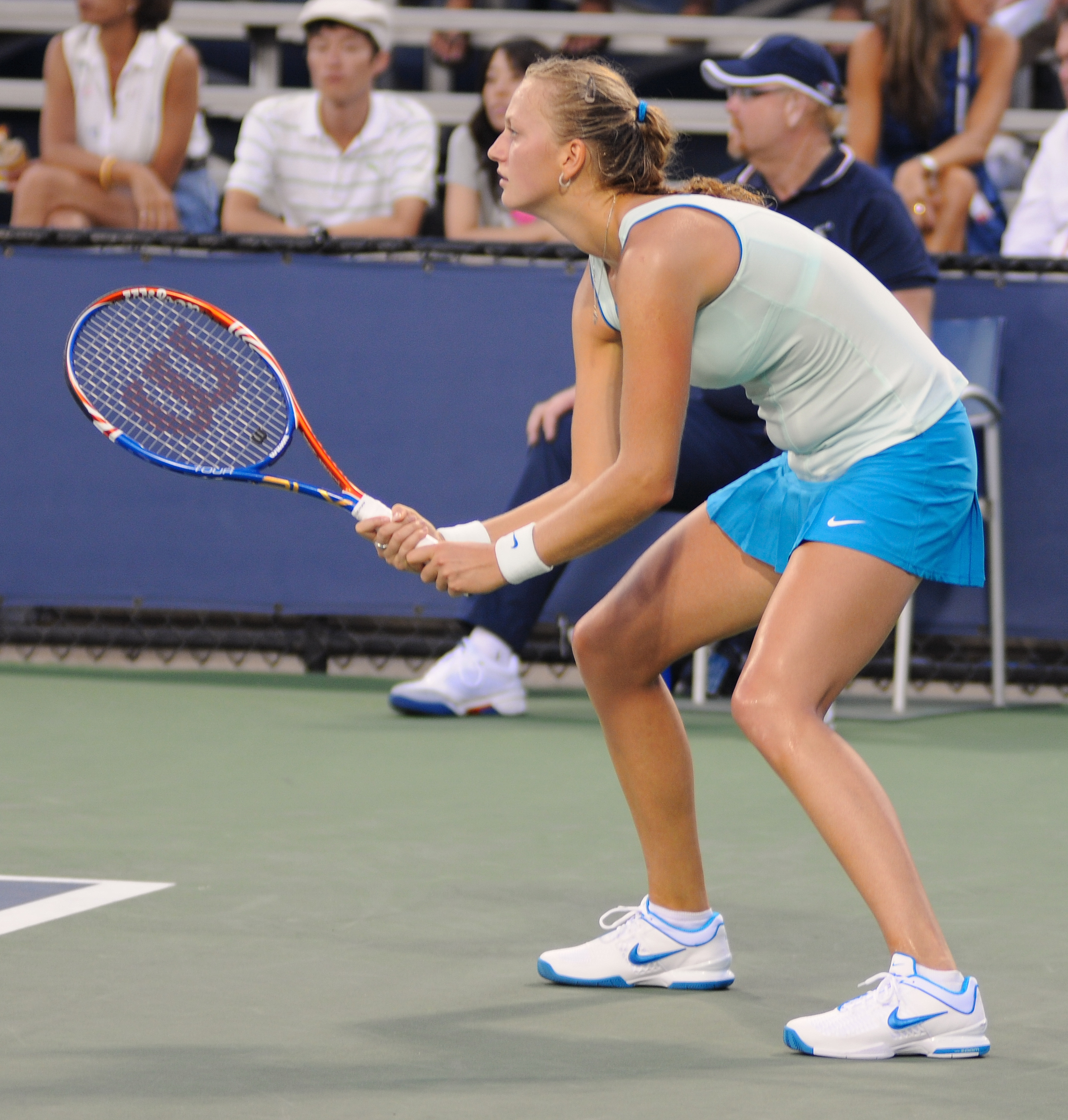
水色のスコートを身に着けたペトラ・クビトバ

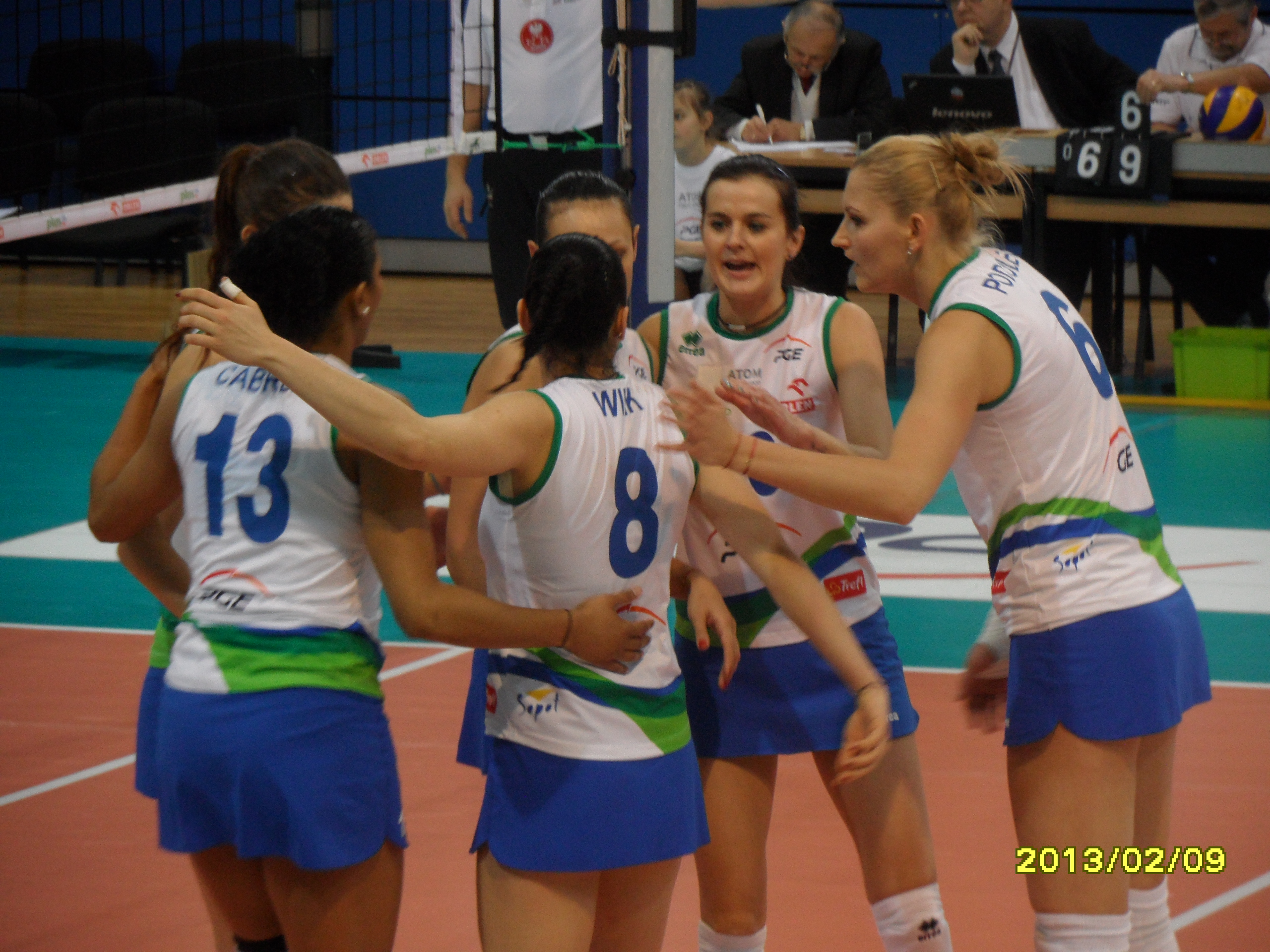
ポーランドのバレーボール

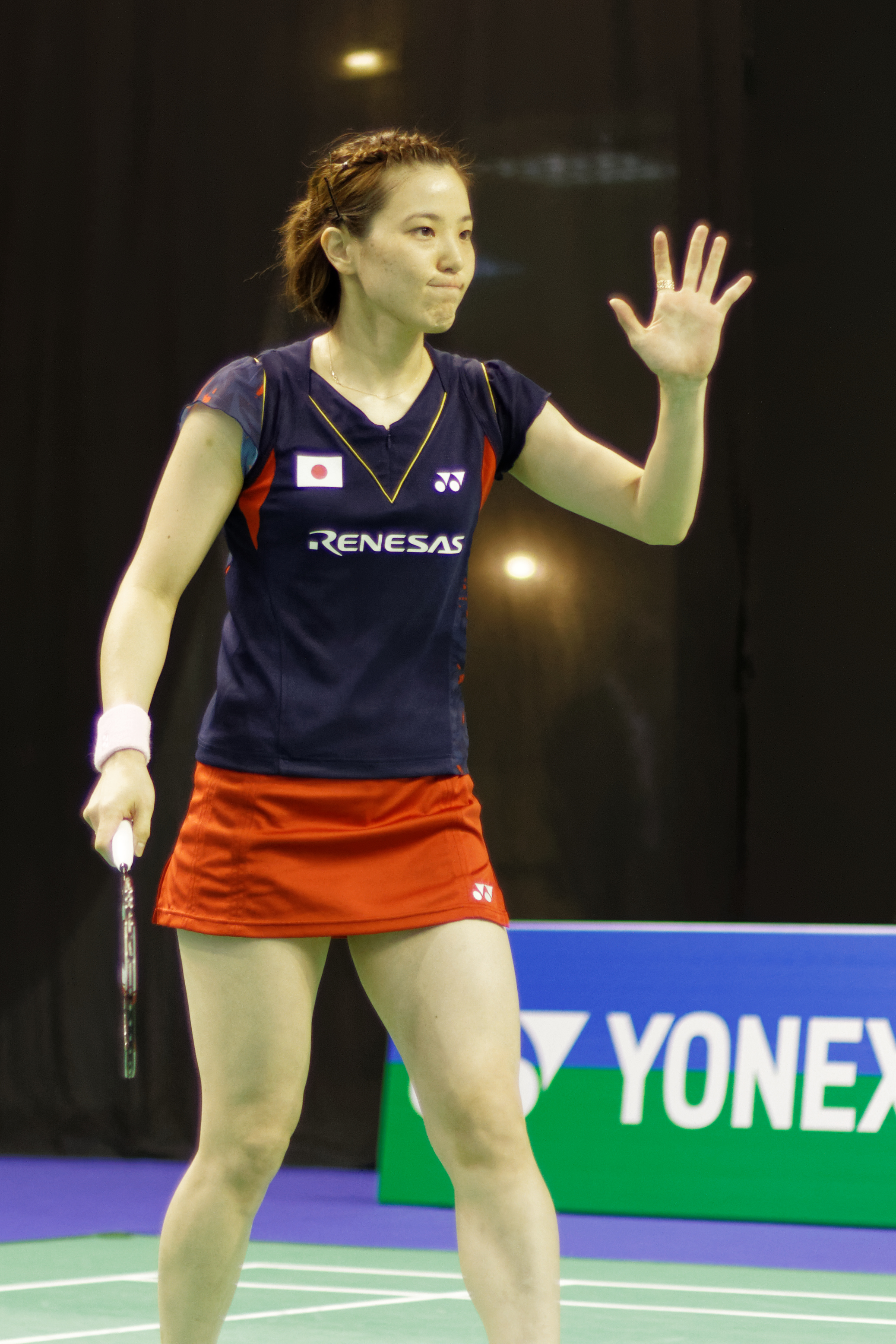
赤いスコートを身に着けた前田美順

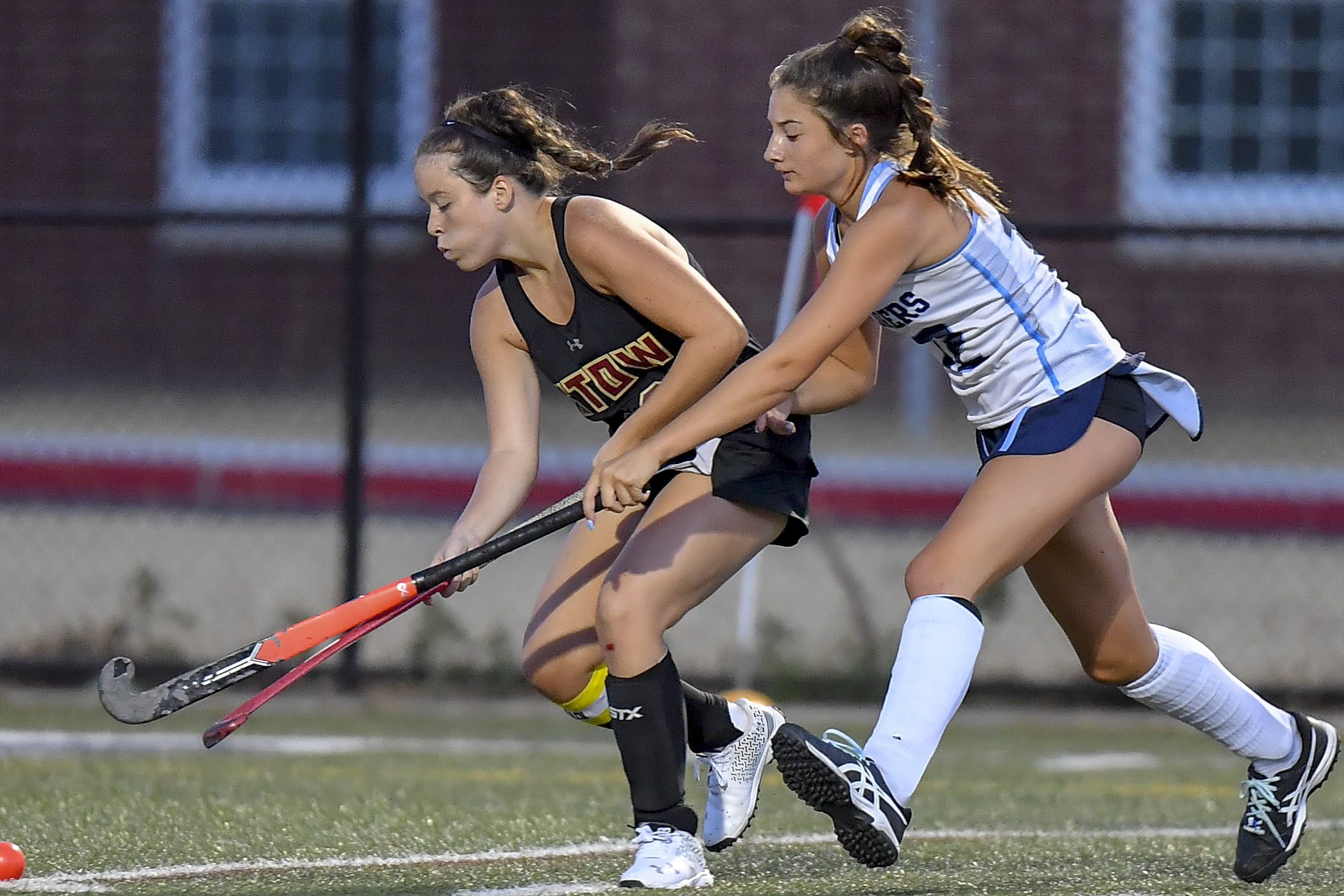
米国のフィールドホッケー

スコート（skirt, skort）とは、女性用の衣服（ボトムス）の一種。主にテニス、ゴルフ、チアリーディングなどのスポーツウェア（ユニフォーム）として着用される。

## スコートの形状
「スコート」の意味する衣類には、以下の3種類がある。

### ミニスカート
日本ではテニス等のスポーツ用ミニスカートを他と区別し、「スコート」と呼ぶのが一般的である。英語表記では「skirt」（スカートの読み替え）となる。
下着が露出しないようにオーバーパンツ(見せパン）としてアンダースコートやスパッツ、ブルマーなどと組み合わせて穿く。
女子卓球でも、従来の半袖・半ズボンスタイルから、ワンピースやミニスカートにシフトしている国もある。世界バドミントン連盟はロンドン五輪で、女子選手のスカート着用義務化を目指していたというが、一部の国からの宗教上の問題を理由とした反対を受け、断念したという報道がある。日本の女子バレーボール・V.LEAGUEでは、海外チームでの採用実績に倣い、2020年にヴィクトリーナ姫路がユニフォームに初採用している。

### キュロットスカート
上記の「スコート」の語源となったものは、女子学生用のスポーツウェアの商標名である。これは丈の短いプリーツスカートを二股に分かれた半ズボン状にしたもので、衣服としてはキュロットスカートに属する。

### フラップ付きショートパンツ
腰部に全体を覆う丈のスカート状フラップが付属したショートパンツ。簡単に言えば、ミニスカートの内部にそれより丈の短いショートパンツを縫い付け一体化させたもの。フラップは前半分のみで前から見たときだけ巻きスカートのように見えるもの、全体を覆うものなど、様々なデザインのものがある。
英語では、「skirt」と「shorts」の合成語である「skort」が使用される (en:Skort)。日本では「キュロパン」「フラップ付きショートパンツ/キュロット」「スカート風ショートパンツ/キュロット」などとして売られている。